# Bob Straub State Park
Der Bob Straub State Park, auch Robert Straub State Park genannt, ist ein State Park im Tillamook County im US-Bundesstaat Oregon. Der 196 ha große Park liegt auf der Nestucca Sand Spit, einer Halbinsel südlich von Pacific City. Die etwa drei Kilometer lange und bis zu 800 m breite Halbinsel ist mit Sanddünen und Sträuchern bedeckt. Südlich des Parks mündet der Nestucca River in die Nestucca Bay und weiter in den Pazifik.
Die Benutzung des Parks ist gebührenfrei. Der Park verfügt am Parkplatz über einen Picknickbereich und sanitäre Anlagen. Mehrere Reit- und Fußwege führen durch den Park, der weiße, flache Sandstrand der Halbinsel ist bei Surfern und Strandspaziergängern beliebt. Der Nestucca River gilt als einer der besten Angelplätze Oregons für Königslachse. Am gegenüberliegenden Flussufer gehören einige Abschnitte zum Nestucca Bay Wildlife Refuge, das neben zahlreichen anderen Tierarten die einzige Küstenpopulation von Dunklen Kanadagänsen schützt.
Das Parkgebiet wurde zwischen 1961 und 1964 erworben, 1966 wurde der Park erweitert. Ursprünglich hieß der Park Nestucca Spit State Park. 1987 wurde er nach Robert W. Straub, bekennender Umweltschützer und Gouverneur von Oregon von 1975 bis 1979, umbenannt. 